# Distrito de Kuhistoni Mastchoh
Kuhistoni Mastchoh (en tayiko: Ноҳияи Кӯҳистони Мастчоҳ) es un distrito de Tayikistán, en la provincia de Sughd. 
El centro administrativo es la ciudad de Mehron.

## Demografía
Según estimación 2009 contaba con una población total de 16 395 habitantes.